# Societat Lunar
La Societat Lunar va ser un club de discussió de prominents industralistes,  filòsofs de la naturalesa i intel·lectuals que es reunien regularment entre 1765 i 1813 a Birmingham, Anglaterra. Al començament es va anomenar "Cercle Lunar", fins que el 1775 es va adoptar el nom "Societat Lunar". El nom de la societat provenia de la seva pràctica d'organitzar les seves reunions en nits de lluna plena. Com que no hi havia il·luminació als carrers, la llum extra als carrers feia el camí de tornada a casa més fàcil i més segur.
Ells s'autodenominaven com "llunàtics". Les reunions es feien a la casa d'Erasmus Darwin, la de Matthew Boulton, la Soho House, o en el Great Barr Hall.
Els membres de la societat eren molt influents a Gran Bretanya. Entre els que atenien les reunions de manera més o menys regular estaven Matthew Boulton, Erasmus Darwin, Samuel Galton Júnior, James Keir, Joseph Priestley, Josiah Wedgwood, James Watt, John Whitehurst i William Withering.
En canvi, personatges més perifèrics eren Sir Richard Arkwright, John Baskerville, Thomas Bedded, Thomas Day, Richard Lovell Edgeworth, Benjamin Franklin, Thomas Jefferson, Anna Seward, William Small, John Smeaton, Thomas Wedgwood, John Wilkinson, Joseph Wright, James Wyatt, Samuel Wyatt, i un membre del parlament anomenat John Levett.
Antoine Lavoisier sovint mantenia correspondència amb diversos membres del grup, com també ho va fer Benjamin Franklin.
A mesura que els membres es tornaven més vells i morien, la societat va deixar de ser molt activa i va ser tancada en 1813. Molts antics membres havien ja mort a prop de 1820.
Entre records de la societat i els seus membres hi ha les anomenades "pedres lunars", dues estatuetes de Watt i una de Boulton, per William Bloy, i un museu a la Soho House, a Birmingham, Anglaterra.

## Societat Lunar Moderna
En temps més recents, una nova Societat Lunar va ser formada a Birmingam, per un grup liderat per Dame Rachel Waterhouse amb el propòsit de jugar un rol de líder en el desenvolupament de la ciutat i de la regió.